# Breazova (Timiș)

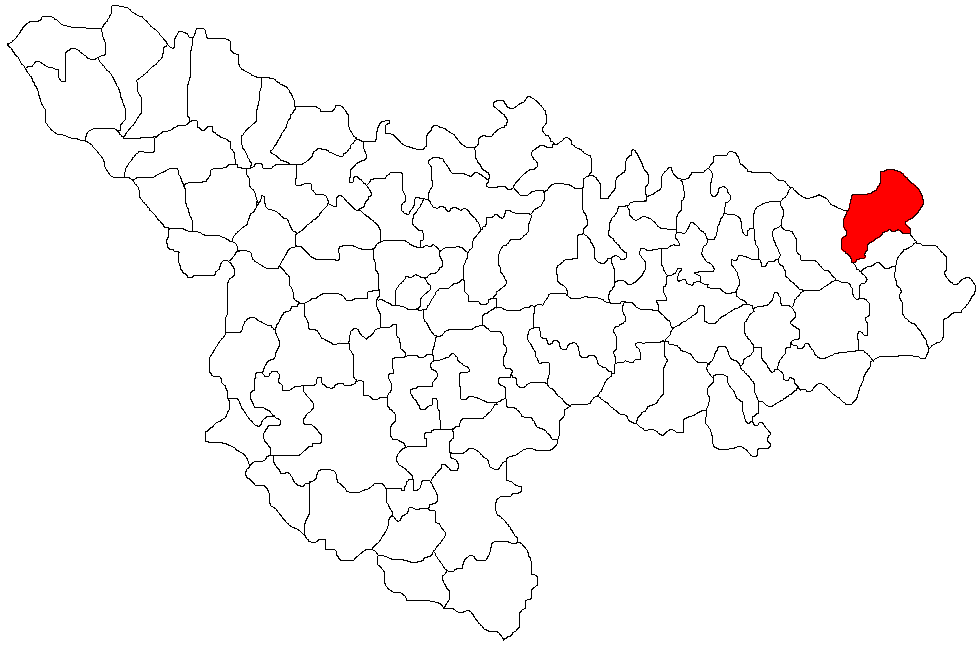
Lage der Gemeinde Margina im Kreis Timiș

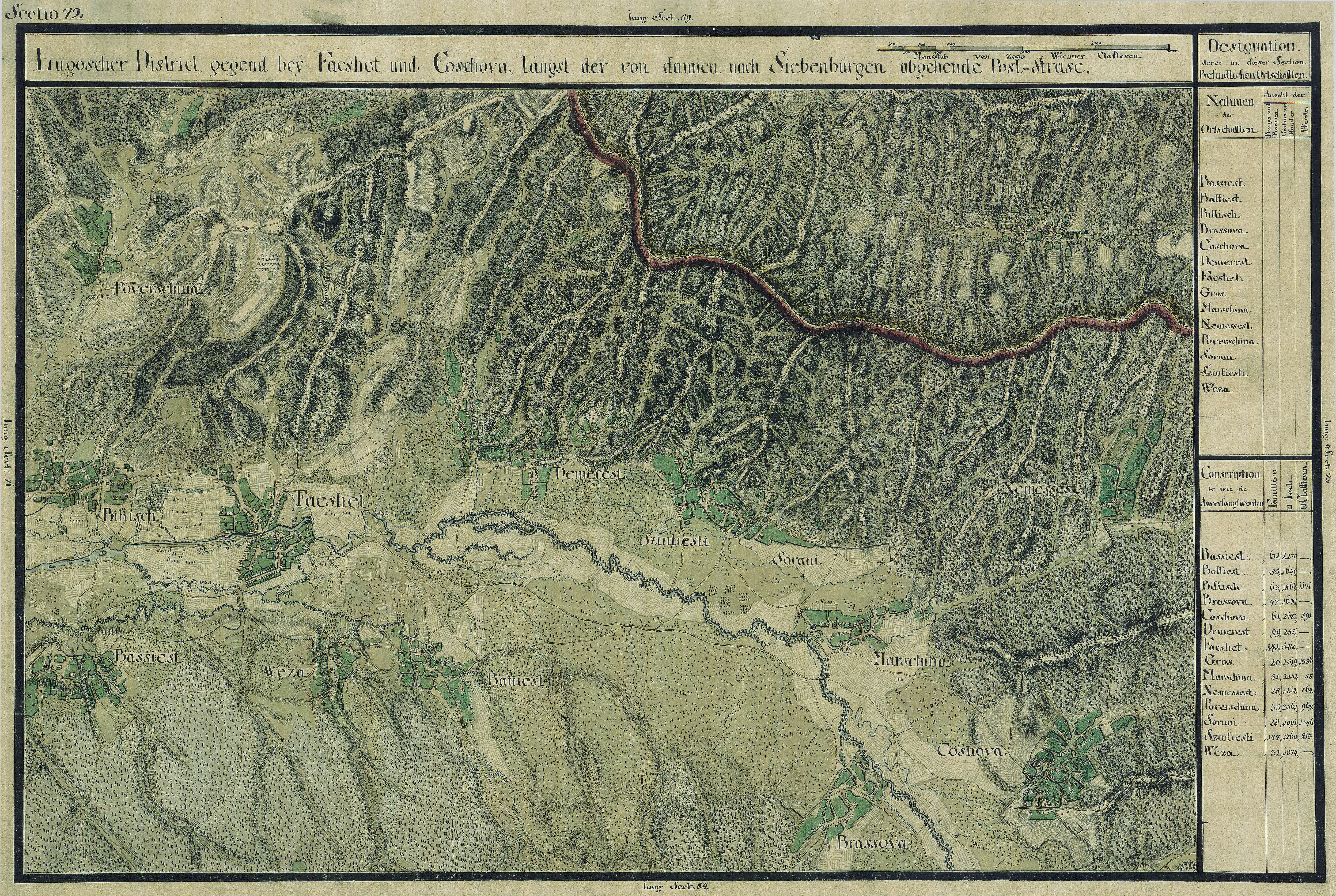
Breazova auf der Josephinischen Landaufnahme (1769–72)

Breazova (deutsch Brassova, ungarisch Béganyiresd) ist ein Dorf im Kreis Timiș, in der Region Banat, im Südwesten Rumäniens. Das Dorf Breazova gehört zur Gemeinde Margina.

## Geografische Lage
Breazova liegt im Osten des Kreises Timiș, in 10 km Entfernung von Făget. Einzige Verkehrsanbindung ist eine Kommunalstraße, die das Dorf mit der Gemeinde Margina verbindet.

## Nachbarorte
| Sintești | Margina                                     | Coșava    |
| Bătești  | Kompassrose, die auf Nachbargemeinden zeigt | Pietroasa |
| Brănești | Jupănești                                   | Curtea    |

## Geschichte
Eine erste urkundliche Erwähnung stammt aus dem Jahr 1379.
Im Laufe der Jahrhunderte traten verschiedene Schreibweisen des Ortsnamens in Erscheinung: 1596 Brazova, 1778 Brassova, 1808 Brázová, 1888 Brázova, 1913 Béganyíesd, 1851 Brazova, 1909 Breazova, 1919 Brázova.
In den Aufzeichnungen des Gelehrten Luigi Ferdinando Marsigli von 1690 erscheint die Ortschaft unter der Bezeichnung Brasiova, auf der Habsburger Volkszählung  von 1717 ist Brescova eingetragen und auf der Josephinischen Landaufnahme von 1769–1772 Brassova. Die Ungarn nennen den Ort Béganyíesd.

## Bevölkerungsentwicklung
| 1880 | 441 | 438 | - | 2 | 1  |
| 1910 | 459 | 455 | - | 4 | -  |
| 1930 | 464 | 459 | - | 5 | 5  |
| 1977 | 313 | 313 | - | - | -  |
| 2002 | 259 | 234 | 3 | - | 22 |